# Gert Verhulst
Gert Verhulst est un réalisateur, acteur, scénariste, producteur, chanteur et auteur-compositeur-interprète belge flamand, né le 24 janvier 1968 à Berchem. Il est principalement connu pour jouer le rôle de Gert dans la série télévisée destinée aux enfants Samson en Gert.

## Filmographie sélective
Comme acteur
- 1989-2005 : Samson en Gert : Gert